# Kistówko
Kistówko (dodatkowa nazwa w j. kaszub. Czistówkò) – wieś w Polsce, w województwie pomorskim, w powiecie kartuskim, w gminie Sulęczyno.
Miejscowość leży na Pojezierzu Kaszubskim. Wchodzi w skład sołectwa Kistowo.
Do 2023 miejscowość była częścią wsi Kistowo.
W latach 1975–1998 Kistówko administracyjnie należała do województwa gdańskiego.